# Harrison Birtwistle
Harrison Paul Birtwistle (Accrington, Lancashire, 15 de julio de 1934-18 de abril de 2022) fue un compositor británico, ampliamente considerado como uno de los compositores modernos más significativos de ese país.

## Biografía
Ingresó en el Royal Northern College of Music de Mánchester en 1952 como estudiante de clarinete. Allí conoció a los compositores Peter Maxwell Davies y Alexander Goehr, y junto a John Ogdon y Elgar Howarth formaron el «New Music Manchester Group», que se dedicó a interpretar música serial y otras obras de estilo moderno.
Dejó el colegio en 1955, y hasta 1965 vivió como profesor de escuela. Luego recibió una «Harkness Fellowship», que le llevó a estudiar música en los Estados Unidos. Seguidamente, se dedicó a la composición.
En 1975 llegó a ser director musical del restablecido National Theatre de Londres, un puesto que desempeñó hasta 1988. De 1994 a 2001 fue profesor de Composición Henry Purcell en el King's College de Londres.
Sus obras fueron de un moderno estilo complejo. Sus primeros trabajos a menudo evocaron a Igor Stravinski y a Olivier Messiaen (ambas reconocidas influencias), y su técnica de yuxtaposición de bloques de sonido fue a veces comparada con la de Edgar Varèse. Su música hace frecuente uso de ostinatos y a menudo tiene un componente de sentimiento ritual.
Entre las más conocidas están la primera obra que le dará reconocimiento, el quinteto de viento Refrains and Choruses (1957); las piezas para piano Harrison's Clocks (1998); las obras orquestales The Triumph of Time (1971) y Earth Dances (1986); y las óperas Punch and Judy (1967), The Mask of Orpheus (1984), Gawain (1990) y The Last Supper (2000).
Adquirió notoriedad en 1995 cuando su pieza Panic para saxofón alto, batería y orquesta fue estrenada en la última noche de los Proms («Last Night of the Proms») en 1995. La música de Birtwistle no había sido escuchada de tal forma en un foro público, y la mayoría de los presentes recibieron de forma negativa la pieza, escuchada en un concierto tradicionalmente partidario de clásicos más populares y piezas patrióticas.
En 1987 le fue otorgado el premio Grawemeyer de Composición por la obra The Mask of Orpheus.
El 15 de abril de 2008 se estrenó en la Royal Opera House de Londres su ópera The Minotaur. Fue un encargo de esta institución. El libreto pertenece al poeta David Harsent.

## Catálogo de obras
La lista de composiciones de Harrison Birtwistle se ha realizado adaptando las listas de los sitios web de dos de sus editores, Boosey & Hawkes y Universal Edition.
| Año       | Obra | Tipo de obra                |
| --------- | --- | --------------------------- |
| 1957      | Refrains and Choruses, para quinteto de vientos.                                                                               | Música instrumental         |
| 1959      | Monody for Corpus Christi, para soprano, flauta, violín y trompa.                                                              | Música vocal (instrumentos) |
| 1960      | Précis, para piano. | Música solista (piano)      |
| 1960–63   | Chorales, para orquesta. | Música orquestal            |
| 1961      | The World is Discovered, 6 Instrumental Movements after Heinrich Isaac, para conjunto de cámara.                               | Música de cámara            |
| 1963      | Narration: A Description of the Passing of a Year, para a cappella chorus.                                                     | Música coral (capella)      |
| 1964      | 3 Movements with Fanfares, para orquesta de cámara.                                                                            | Música orquestal (cámara)   |
| 1964      | Entr'actes and Sappho Fragments, para soprano e instrumentos.                                                                  | Música vocal (instrumentos) |
| 1964–65   | Ring a Dumb Carillon, para soprano (+ susp cyms), clarinete en Bb y percusión.                                                 | Música vocal (instrumentos) |
| 1965      | Carmen Paschale, Motete para coro y órgano.                                                                                    | Música coral                |
| 1965      | Tragoedia, para flauta, oboe, clarinete, bassoon, horn, arpa y cuarteto de cuerda.                                             | Música instrumental         |
| 1965      | Verses, para clarinete y piano.                                                                                                | Música de cámara (dúo)      |
| 1966-67   | Punch and Judy, A tragical comedy or comical tragedy en un acto.                                                               | Ópera                       |
| 1967      | Chorale from a Toy Shop, dos versiones para diferentes conjunto de cámaras.                                                    | Música de cámara            |
| 1967–68   | Nomos, para 4 instrumentos amplificados y orquesta.                                                                            | Música orquestal            |
| 1968      | Linoi, para clarinete en A y piano.                                                                                            | Música de cámara (dúo)      |
| 1968–69   | Down by the Greenwood Side, A Dramatic Pastoral.                                                                               | Ópera                       |
| 1968–69   | Verses for Ensembles, para 3 conjuntos instrumentales                                                                          | Música instrumental         |
| 1969      | Some Petals from my Twickenham Herbarium, para piccolo, clarinete en Bb, glockenspiel, piano, violín y violonchelo.            | Música instrumental         |
| 1969      | Cantata, para soprano e instrumentos.                                                                                          | Música vocal (instrumentos) |
| 1970      | Nenia: The Death of Orpheus, para soprano, 3 bass clarinetes, crotales y piano.                                                | Música vocal (instrumentos) |
| 1970      | Dinah and Nick's Love Song, para 3 melody instrumentos y arpa.                                                                 | Música instrumental         |
| 1970–71   | Meridian, para mmezzosoprano, 2 three-part women's’ coros e instrumentos.                                                      | Música coral                |
| 1971      | An Imaginary Landscape, para brass, percusión y doble basses.                                                                  | Música instrumental         |
| 1971      | Tombeau in memoriam Igor Stravinsky, para flauta, clarinete, arpa y cuarteto de cuerda.                                        | Música instrumental         |
| 1971      | Prologue, para tenor y 7 instrumentos.                                                                                         | Música vocal (instrumentos) |
| 1971      | Sad Song, para piano. | Música solista (piano)      |
| 1971–72   | Chronometer, para 2 asynchronous 4-track tapes.                                                                                | Música electrónica          |
| 1971–72   | The Triumph of Time, para orquesta.                                                                                            | Música orquestal            |
| 1972      | La Plage: 8 Arias of Remembrance, para soprano y 5 instrumentos.                                                               | Música vocal (instrumentos) |
| 1972      | The Fields of Sorrow, para 2 sopranos, 8 integrantes de coro e instrumentos.                                                   | Música coral                |
| 1972      | Epilogue, "Full fathom five", para baritone, horn, 4 trombones y 6 tam-tam.                                                    | Música vocal (instrumentos) |
| 1973      | Grimethorpe Aria, para brass band.                                                                                             | Música instrumental         |
| 1973–84   | The Mask of Orpheus, Opera en 3 actos.                                                                                         | -                           |
| 1976      | Melencolia I, para clarinete, arpaand 2 string orquestas.                                                                      | Música orquestal            |
| 1976      | For O, for O, the Hobby-Horse is Forgot, Ceremony, para 6 percusionistas.                                                      | Música instrumental         |
| 1977      | Silbury Air, para conjunto de cámara.                                                                                          | Música de cámara            |
| 1977      | Pulse Field, Frames, Pulse and Interruptions - ballet improvisado para 6 bailarines y 9 músicos.                               | Ballet                      |
| 1977      | Bow Down, Improvised music theatre, para 5 actores y 4 músicos.                                                                | Ópera                       |
| 1977-78   | Carmen Arcadiae Mechanicae Perpetuum, para conjunto de cámara o orquesta.                                                      | Música orquestal (cámara)   |
| 1978-79   | … agm …, para 16 voces y 3 conjuntos instrumentales.                                                                           | Música vocal (instrumentos) |
| 1980      | On the Sheer Threshold of the Night, Madrigal, para 4 solistas y 12-voces coro.                                                | Música coral                |
| 1980      | Clarinet Quintet, para clarinete y cuarteto de cuerda.                                                                         | Música instrumental         |
| 1981      | Pulse Sampler, para oboe y claves.                                                                                             | Música de cámara (dúo)      |
| 1983      | Duets for Storab, para 2 flautas.                                                                                              | Música de cámara (dúo)      |
| 1983      | Deowa, para soprano y clarinete en Bb.                                                                                         | Música vocal (instrumentos) |
| 1984      | Songs by Myself, para soprano y conjunto de cámara.                                                                            | Música vocal (instrumentos) |
| 1984      | Yan Tan Tethera, A Mechanical Pastoral.                                                                                        | Ópera                       |
| 1984      | Secret Theatre, para conjunto de cámara.                                                                                       | Música de cámara            |
| 1985      | Words Overheard, para soprano y orquesta de cámara.                                                                            | Música vocal (instrumentos) |
| 1985–86   | Earth Dances, para orquesta.                                                                                                   | Música orquestal            |
| 1986–87   | Endless Parade, para trompeta, cuerdas y vibráfono.                                                                            | Música orquestal            |
| 1987      | Hector's Dawn, para piano. | Música solista (piano)      |
| 1988      | Machaut à ma manière, para orquesta.                                                                                           | Música orquestal            |
| 1988      | 4 Songs of Autumn, para soprano y cuarteto de cuerda.                                                                          | Música vocal (instrumentos) |
| 1988      | An die Musik, para soprano y conjunto de cámara.                                                                               | Música vocal (instrumentos) |
| 1989      | Salford Toccata, para brass band.                                                                                              | Música instrumental         |
| 1990      | Ritual Fragment, para orquesta de cámara.                                                                                      | Música orquestal (cámara)   |
| 1990–91   | Gawain, Opera en 2 actos, (revisada en 1994 y 1999)                                                                            | Ópera                       |
| 1991      | Gawain's Journey, para orquesta.                                                                                               | Música orquestal            |
| 1991      | An Interrupted Endless Melody, para oboe y piano.                                                                              | Música de cámara (dúo)      |
| 1991      | 4 Poems by Jaan Kaplinski, para soprano y 13 instrumentos.                                                                     | Música vocal (instrumentos) |
| 1991-96   | 9 Movements, para cuarteto de cuerda.                                                                                          | Música de cámara            |
| 1992      | 5 Distances for 5 Instruments, para flauta, oboe, clarinete en B flat, bassoon y horn en F.                                    | Música instrumental         |
| 1992      | Antiphonies, para piano y orquesta.                                                                                            | Música orquestal            |
| 1993–94   | The Second Mrs Kong, Opera en 2 actos.                                                                                         | Ópera                       |
| 1994      | The Cry of Anubis, para tuba y orquesta.                                                                                       | Música orquestal            |
| 1994      | Fanfare for Glyndebourne, para brass ensemble y timpani.                                                                       | Música instrumental         |
| 1995      | Hoquetus Petrus, para dos flautas y pequeña trompeta.                                                                          | Música instrumental         |
| 1995      | Panic, para saxofón alto, jazz drum kit y orquesta.                                                                            | Música orquestal            |
| 1996      | Slow Frieze, para piano y ensemble.                                                                                            | Música instrumental         |
| 1996      | Bach Measures, para conjunto de cámara.                                                                                        | Música de cámara            |
| 1997      | Exody, para orquesta. | Música orquestal            |
| 1997–98   | Harrison’s Clocks, para piano.                                                                                                 | Música solista (piano)      |
| 1998      | Placid Mobile, para 36 trompetas.                                                                                              | Música instrumental         |
| 1998      | The Silk House Tattoo, para dos trompetas y side drums.                                                                        | Música instrumental         |
| 1998-99   | The Last Supper, Ópera en 1 acto.                                                                                              | Ópera                       |
| 1998–2000 | 9 Settings of Lorine Niedecker, para soprano e instrumento, que no sea piano.                                                  | Música vocal (instrumentos) |
| 1999      | Sonance 2000, para brass ensemble.                                                                                             | Música instrumental         |
| 1999      | Sonance Severance 2000, para orquesta.                                                                                         | Música orquestal            |
| 1999      | Love Cries, from the opera The Second Mrs. Kong, para soprano, mezzosoprano, tenor y orquesta.                                 | Música vocal (orquesta)     |
| 1999      | Three Latin Motets, de The Last Supper, para coro solo.                                                                        | Música coral (capella)      |
| 1999      | The Woman and the Hare, para soprano, recitador y ensemble.                                                                    | Música vocal (instrumentos) |
| 2000      | 17 Tate Riffs, para ensemble.                                                                                                  | Música instrumental         |
| 2000      | Ostinato with Melody, para piano.                                                                                              | Música solista (piano)      |
| 2000      | The Axe Manual, para piano y percusión.                                                                                        | Música instrumental         |
| 2000      | Betty Freedman: Her Tango, para piano.                                                                                         | Música solista (piano)      |
| 2001      | Saraband, para piano. | Música solista (piano)      |
| 2001      | Fanfare, para brass y percussion.                                                                                              | Música instrumental         |
| 2001      | Tenebrae David, para brass ensemble.                                                                                           | Música instrumental         |
| 2001      | The Shadow of Night, para orquesta.                                                                                            | Música orquestal            |
| 2002      | Theseus Game, para large ensemble con dos directores.                                                                          | Música instrumental         |
| 2003      | The Io Passion, Opera de cámara.                                                                                               | Ópera                       |
| 2003      | The Gleam, Christmas Carol, para coro solo.                                                                                    | Música coral (capella)      |
| 2003      | The Ring Dance of the Nazarene, para barítono, tombak, coro y ensemble.                                                        | Música coral                |
| 2003–04   | 3 Arias by Bach, para soprano, countertenor y conjunto de cámara.                                                              | Música vocal (instrumentos) |
| 2003–04   | 26 Orpheus Elegies, para oboe, arpa y countertenor.                                                                            | Música vocal (instrumentos) |
| 2000–04   | 3 Brendel Settings, para barítono y orquesta.                                                                                  | Música vocal (orquesta)     |
| 2004      | Today Too, para tenor, flauta y guitarra.                                                                                      | Música vocal (instrumentos) |
| 2004      | Night’s Black Bird, para orquesta.                                                                                             | Música orquestal            |
| 2004      | The Io Passion: Nocturnes, para clarinete y cuarteto de cuerda.                                                                | Música instrumental         |
| 2004–05   | Neruda Madrigals, para chorus y ensemble.                                                                                      | Música coral                |
| 2005      | The Mouse Felt…, para barítono y piano.                                                                                        | Música vocal (piano)        |
| 2005      | Cantus Iambeus, para 13 instrumentos.                                                                                          | Música instrumental         |
| 2005      | Crowd, para solo arpa. | Música solista (arpa)       |
| 2006      | Song of Myself, para barítono, double bass y percusión                                                                         | Música vocal (instrumentos) |
| 2008      | The Minotaur, ópera en 13 escenas con libreto de David Harsent.                                                                | Ópera                       |
| (s.d.)    | Berceuse de Jeanne, para piano (no publicado).                                                                                 | Música solista (piano)      |
| (s.d.)    | 8 Lessons for Keyboards (no publicado; estrenado en 1970)                                                                      | Música solista (piano)      |
| (s.d.)    | Antiphonies from the Moonkeeper, para trompeta (no publicado).                                                                 | Música solista (trompeta)   |
| (s.d.)    | 9 Settings of Celan (para ser ejecutado en conjunto o individuañ) para soprano, 2 clarinetes, viola, violonchelo y contrabass. | Música vocal (instrumentos) |